# Piotr z Proboszczowic
Piotr z Proboszczowic (właśc.  Petrum von Probossczowicz) (ur. ok. 1509, zm. 1565) – śląski astronom i astrolog. 
Był doktorem teologii oraz profesorem akademii krakowskiej. Wydawał kalendarze. 
Pochodził prawdopodobnie z Proboszczowic na Śląsku.